# マインドジャック
『マインドジャック』 (MindJack) は、2011年1月27日にスクウェア・エニックスから発売されたプレイステーション3、Xbox 360用TPS。開発はフィールプラス。

## 概要
本作はマインドハックにより相手の体を乗っ取りながら戦うTPS。近接戦闘やイベントシーンではクラブマガを採用している。

## 登場人物
ジム・コービン　JIM CORBIJN
連邦諜報局（FIA）の捜査官で本作の主人公。上司であるライルの指示を受け、反国家主義者のレベッカの動向を調査中にテロに遭遇。以後、レベッカと行動を共にすることになる。
レベッカ・ウェイス REBECCA WEISS
反進歩主義NGOの支援者でフリーの反国家活動家。ナーカス社のマインドハック技術やその不法な人体実験を調査していたため、ナーカス社から生命を狙われることになる。
実はFIAの捜査員であり、過去にはFIA内の不祥事や内通者の調査・監視なども行っていた。
ライル・フェルナンデス
アンドリュー・ガードナー
ナーカス社CEO。ナーカス社の創設者であり、自身も天才発明家である。
ルック副長官
アーサー・エリス

## 用語
ナーカス社 Narkas Solutions Inc
サン・ミラ市に本社を持つ世界的大企業。1998年にアンドリュー・ガードナーによって設立された。ヘッドセットコントローラーのような民生品のほか、世界各国への軍事品の供給も行っている。従業員数は11万9千人。
私設の軍隊を有するだけでなく、警察やFIA、政府といった公的機関にも影響力を持っている。
マインドハック MIND HACK
人間の精神を操る技術。電子的な魂である“ワンダラー”が対象のヘッドセットコントローラーを通じて脳をハッキングすることで行う。マインドハックされた人間はそのことに気づくことはないとされる。
マインドスレーブ MIND SLAVE
意識を失った人間に対して、隷属化プログラムを送り込み支配下に置く技術。
マインドハックの実験中に発見された。
ワンダラー WANDERER
人間の精神をデジタル化し特定の空間に収束させたもの。直径0.5メートルほどの大きさを持つ。思想によって色が異なる。
ワンダラー（ホワイト）
ジムにマインドハックしているワンダラー。ジムをハックし事件の核心に導く。ある意味でこのゲームの主人公。
ゲーム中では唯一、ジムにマインドハックできる。レベッカや市民にマインドハックが可能。
ワンダラー（ブルー）
世界のの秩序こそ平和の礎と考える者たちで、ジムに協力する。
レベッカや市民にマインドハック可能。
ワンダラー（レッド）
世界の混沌こそ発展の母と考える者たちでジムに敵対する。
市民や敵兵にマインドハック可能。